# Work Later, Drink Now
Work Later, Drink Now (술꾼도시여자들?, Sulkkundosi-yeojadeulLR; lett. "Le bevitrici di città") è una webserie sudcoreana distribuita su Tving, tratta dall'omonimo webtoon di Mikkang. La prima stagione è andata in onda dal 22 ottobre al 26 novembre 2021, mentre la seconda dal 9 dicembre 2022 al 13 gennaio 2023. In lingua italiana è disponibile su Serially.

## Personaggi e interpreti
- Ahn So-hee, interpretata da Lee Sun-bin
- Han Ji-yeon, interpretata da Han Sun-hwa
- Kang Ji-goo, interpretata da Jung Eun-ji
- Kang Book-goo, interpretato da Choi Si-won